# Kundur (Tebing Tinggi Barat)
Kundur is een bestuurslaag in het regentschap Kepulauan Meranti van de provincie Riau, Indonesië. Kundur telt 1057 inwoners (volkstelling 2010).